# Теребляны-2
Теребляны-2 — деревня в Окуловском муниципальном районе Новгородской области, относится к Котовскому сельскому поселению.

## География
Деревня Теребляны-2 расположена на реке Льняной, притоке реки Мсты, в 1,4 км к западу от деревни Теребляны-1, в 8 км к западу от посёлка Топорок, в 12 км к северо-западу от посёлка Котово, в 25 км к северу от города Окуловка.

## Население
| 2010 |
| ---- |
| 2    |

## Топонимика
Происхождение названия деревни предполагается от тереблёного, то есть расчищенного под пашню участка, однако поздняя форма — Теребляны, — вторично сближена с этнохоронимом — теребляне.

## История
Первое упоминание о деревне соотносят с упоминанием Тереблено Шегринского погоста в 1495 году в писцовых книгах Деревской пятины Новгородской земли.
С начала XIX века до 1918 деревня Теребляны была приписана к Заозёрской волости Крестецкого уезда, а в 1918—1927 Маловишерского уезда Новгородской губернии.
Деревня Теребляны отмечена на карте 1826—1840.
В 1897 году владелец здешних земель — Андрей Иванович Алексеевский — вывез из деревни семь семей и основал соседнюю деревню Малые Теребляны (ныне Теребляны-1) и усадьбу.
В 1908 в деревне Теребляны-2 было 43 дворов. В 64 домах проживало 182 человека.
Деревня Теребляны-2 относилась к Топорковскому сельсовету. В 2005 вошла в Котовское сельское поселение.

## Транспорт
Ближайшая ж/д станция расположена в посёлке Топорок. Деревня Теребляны Вторые соединена дорогой с посёлком Топорок.